# Tour der British and Irish Lions nach Australien 2001
| Tour der British and Irish Lions Lions nach Australien 2001 | Tour der British and Irish Lions Lions nach Australien 2001 | Tour der British and Irish Lions Lions nach Australien 2001 | Tour der British and Irish Lions Lions nach Australien 2001 | Tour der British and Irish Lions Lions nach Australien 2001 |
| Übersicht                                                   | S                                                           | G                                                           | U                                                           | N                                                           |
| ----------------------------------------------------------- | ----------------------------------------------------------- | ----------------------------------------------------------- | ----------------------------------------------------------- | ----------------------------------------------------------- |
| Test Matches                                                | 03                                                          | 1                                                           | 0                                                           | 2                                                           |
| Sonstige Spiele                                             | 07                                                          | 6                                                           | 0                                                           | 1                                                           |
| Gesamt                                                      | 10                                                          | 7                                                           | 0                                                           | 3                                                           |
|                                                             |                                                             |                                                             |                                                             |                                                             |
| Australien                                                  | 03                                                          | 1                                                           | 0                                                           | 2                                                           |

Die Tour der British and Irish Lions nach Australien 2001 war eine Rugby-Union-Tour der Auswahlmannschaft British and Irish Lions. Sie reiste im Juni und Juli 2001 durch Australien und bestritt während dieser Zeit zehn Spiele. Es standen drei Test Matches gegen die australische Nationalmannschaft auf dem Programm, wobei die Lions zwei Spiele verloren und eines gewannen. In den Spielen gegen regionale Auswahlteams resultierten sechs Siege und eine Niederlage.

## Ereignisse
Als das Team gegen Ende des 19. Jahrhunderts entstand, war das Vereinigte Königreich Großbritannien und Irland noch ein einziger Staat. Die Mannschaft bestand nach der Gründung des Irischen Freistaats im Jahr 1922 unverändert weiter, war aber weiterhin als British Isles oder British Lions bekannt. Im Laufe der Jahrzehnte empfanden die Iren diese Namen zunehmend als unpassend, da sie sich nicht repräsentiert fühlten. 2001 erfolgte deshalb die offizielle Umbenennung in British and Irish Lions.
Zwei Jahre vor dieser Tour hatten die Wallabies die Weltmeisterschaft 1999 für sich entschieden. Aus diesem Grund gehörten die Lions nicht unbedingt zu den Favoriten in Bezug auf den Gewinn der dreiteiligen Test-Match-Serie. Das Komitee der vier beteiligten Verbände ernannte den Neuseeländer Graham Henry zum ersten nichtbritischen oder nichtirischen Trainer der Mannschaft. Die ersten Spiele verliefen noch ohne Probleme, doch dann machten Gerüchte die Runde, wonach die Stimmung innerhalb der Mannschaft schlecht sei. Die Spieler Matt Dawson und Austin Healey bestätigten diese in der zweiten Woche in Zeitungskolumnen. Sie warfen dem Trainerstab schlechte Zeitplanung und Trainingsabläufe sowie mangelnden Teamgeist vor. Insbesondere sei es nicht gelungen, die latenten Spannungen zwischen den Spielern für die Test Matches und jenen, die unter der Woche gegen Auswahlteams antraten, abzubauen.
Zwar gelang den Lions am ersten Test Match in Brisbane ein überraschend deutlicher 29:13-Sieg, doch die beiden übrigen Partien gegen die Wallabies in Melbourne und Sydney gingen mit 14:35 und 23:29 verloren. Somit konnten die Australier den Rückstand wettmachen und die Serie mit 2:1 Siegen für sich entscheiden.

## Spielplan
- Hintergrundfarbe grün = Sieg
- Hintergrundfarbe rot = Niederlage

(Test Matches sind grau unterlegt; Ergebnisse aus der Sicht der Lions)
| #  | Datum         | Gegner                    | Ort           | Stadion                 | Ergebnis |
| -- | ------------- | ------------------------- | ------------- | ----------------------- | -------- |
| 01 | 08. Juni 2001 | Western Australia         | Perth         | WACA Ground             | 116:10   |
| 02 | 12. Juni 2001 | Queensland President’s XV | Townsville    | Dairy Farmers Stadium   | 83:6     |
| 03 | 16. Juni 2001 | Queensland Reds           | Brisbane      | Ballymore Stadium       | 42:8     |
| 04 | 19. Juni 2001 | Australia A               | Gosford       | Central Coast Stadium   | 25:28    |
| 05 | 23. Juni 2001 | New South Wales Waratahs  | Sydney        | Sydney Football Stadium | 41:24    |
| 06 | 26. Juni 2001 | New South Wales Country   | Coffs Harbour | International Stadium   | 46:3     |
| 07 | 30. Juni 2001 | Australien                | Brisbane      | Brisbane Cricket Ground | 29:13    |
| 08 | 03. Juli 2001 | ACT Brumbies              | Canberra      | Canberra Stadium        | 30:28    |
| 09 | 07. Juli 2001 | Australien                | Melbourne     | Colonial Stadium        | 14:35    |
| 10 | 14. Juli 2001 | Australien                | Sydney        | Stadium Australia       | 23:29    |

## Test Matches
| 30. Juni 2001 19:00 AEST | Australien                                | 13 : 29        | British and Irish Lions                                                                       | Brisbane Cricket Ground, Brisbane Zuschauer: 37.460 Schiedsrichter: André Watson (Südafrika) |
| 30. Juni 2001 19:00 AEST | Versuche: Grey Walker Straftritte: Walker | (3:12) Bericht | Versuche: James O’Driscoll Quinnell Robinson Erhöhungen: Wilkinson (3) Straftritte: Wilkinson | Brisbane Cricket Ground, Brisbane Zuschauer: 37.460 Schiedsrichter: André Watson (Südafrika) |

Aufstellungen:
- Australien: John Eales , Owen Finegan, David Giffin, George Gregan, Nathan Grey, Dan Herbert, Toutai Kefu, Stephen Larkham, Chris Latham, Glen Panoho, Jeremy Paul, Joe Roff, George Smith, Nick Stiles, Andrew Walker 
 Auswechselspieler: Matt Burke, Matt Cockbain, Ben Darwin, Elton Flatley, Michael Foley, David Lyons
- Lions: Martin Corry, Danny Grewcock, Rob Henderson, Richard Hill, Rob Howley, Dafydd James, Martin Johnson , Brian O’Driscoll, Matt Perry, Scott Quinnell, Jason Robinson, Tom Smith, Phil Vickery, Jonny Wilkinson, Keith Wood 
 Auswechselspieler: Iain Balshaw, Gordon Bulloch, Colin Charvis, Jason Leonard

| 7. Juli 2001 19:00 AEST | Australien                                                        | 35 : 14        | British and Irish Lions                   | Colonial Stadium, Melbourne Zuschauer: 56.605 Schiedsrichter: Jonathan Kaplan (Südafrika) |
| 7. Juli 2001 19:00 AEST | Versuche: Burke Roff (2) Erhöhungen: Burke Straftritte: Burke (6) | (6:11) Bericht | Versuche: Back Straftritte: Wilkinson (3) | Colonial Stadium, Melbourne Zuschauer: 56.605 Schiedsrichter: Jonathan Kaplan (Südafrika) |

Aufstellungen:
- Australien: Matt Burke, John Eales , Owen Finegan, Michael Foley, David Giffin, George Gregan, Nathan Grey, Dan Herbert, Toutai Kefu, Stephen Larkham, Rod Moore, Joe Roff, George Smith, Nick Stiles, Andrew Walker 
 Auswechselspieler: Brendan Cannon, Matt Cockbain, Elton Flatley, Chris Latham
- Lions: Neil Back, Danny Grewcock, Rob Henderson, Richard Hill, Rob Howley, Dafydd James, Martin Johnson , Brian O’Driscoll, Matt Perry, Scott Quinnell, Jason Robinson, Tom Smith, Phil Vickery, Jonny Wilkinson, Keith Wood 
 Auswechselspieler: Iain Balshaw, Martin Corry, Matt Dawson, Neil Jenkins, Jason Leonard

| 14. Juli 2001 19:00 AEST | Australien                                                         | 29 : 23         | British and Irish Lions                                                           | Stadium Australia, Sydney Zuschauer: 84.188 Schiedsrichter: Paddy O’Brien (Neuseeland) |
| 14. Juli 2001 19:00 AEST | Versuche: Herbert (2) Erhöhungen: Burke (2) Straftritte: Burke (5) | (16:13) Bericht | Versuche: Robinson Wilkinson Erhöhungen: Wilkinson (2) Straftritte: Wilkinson (3) | Stadium Australia, Sydney Zuschauer: 84.188 Schiedsrichter: Paddy O’Brien (Neuseeland) |

Aufstellungen:
- Australien: Matt Burke, John Eales , Owen Finegan, Elton Flatley, Michael Foley, George Gregan, Nathan Grey, Justin Harrison, Dan Herbert, Toutai Kefu, Rod Moore, Joe Roff, George Smith, Nick Stiles, Andrew Walker 
 Auswechselspieler: Matt Cockbain, James Holbeck
- Lions: Neil Back, Martin Corry, Matt Dawson, Danny Grewcock, Rob Henderson, Dafydd James, Martin Johnson , Brian O’Driscoll, Matt Perry, Scott Quinnell, Jason Robinson, Tom Smith, Phil Vickery, Jonny Wilkinson, Keith Wood 
 Auswechselspieler: Iain Balshaw, Colin Charvis, Darren Morris

## Kader

### Management
- Tourmanager: Donal Lenihan
- Trainer: Graham Henry
- Kapitän: Martin Johnson

### Spieler
| Spieler          | Position         | Mannschaft         |
| ---------------- | ---------------- | ------------------ |
| Matt Dawson      | Gedrängehalb     | Northampton Saints |
| Austin Healey    | Gedrängehalb     | Leicester Tigers   |
| Rob Howley       | Gedrängehalb     | Cardiff RFC        |
| Andy Nicol       | Gedrängehalb     | Glasgow Warriors   |
| Neil Jenkins     | Verbindungshalb  | Cardiff RFC        |
| Ronan O’Gara     | Verbindungshalb  | Munster Rugby      |
| Jonny Wilkinson  | Verbindungshalb  | Newcastle Falcons  |
| Mike Catt        | Innendreiviertel | Bath Rugby         |
| Scott Gibbs      | Innendreiviertel | Swansea RFC        |
| Will Greenwood   | Innendreiviertel | Harlequins         |
| Rob Henderson    | Innendreiviertel | London Wasps       |
| Brian O’Driscoll | Innendreiviertel | Leinster Rugby     |
| Mark Taylor      | Innendreiviertel | Swansea RFC        |
| Ben Cohen        | Außendreiviertel | Northampton Saints |
| Dafydd James     | Außendreiviertel | Llanelli RFC       |
| Dan Luger        | Außendreiviertel | Saracens           |
| Jason Robinson   | Außendreiviertel | Sale Sharks        |
| Tyrone Howe      | Außendreiviertel | Ulster Rugby       |
| Iain Balshaw     | Schlussmann      | Bath Rugby         |
| Matt Perry       | Schlussmann      | Bath Rugby         |

| Spieler            | Position             | Mannschaft        |
| ------------------ | -------------------- | ----------------- |
| Gordon Bulloch     | Hakler               | Glasgow Warriors  |
| Phil Greening      | Hakler               | London Wasps      |
| Robin McBryde      | Hakler               | Llanelli RFC      |
| Mark Regan         | Hakler               | Bristol Rugby     |
| Dorian West        | Hakler               | Leicester Tigers  |
| Keith Wood         | Hakler               | Harlequins        |
| Jason Leonard      | Pfeiler              | Harlequins        |
| Darren Morris      | Pfeiler              | Swansea RFC       |
| Tom Smith          | Pfeiler              | CA Brive          |
| Phil Vickery       | Pfeiler              | Gloucester RFC    |
| Dai Young          | Pfeiler              | Cardiff RFC       |
| Jeremy Davidson    | Zweite-Reihe-Stürmer | Castres Olympique |
| Danny Grewcock     | Zweite-Reihe-Stürmer | Saracens          |
| Martin Johnson     | Zweite-Reihe-Stürmer | Leicester Tigers  |
| Scott Murray       | Zweite-Reihe-Stürmer | Saracens          |
| Malcolm O’Kelly    | Zweite-Reihe-Stürmer | Leinster Rugby    |
| Neil Back          | Flügelstürmer        | Leicester Tigers  |
| Colin Charvis      | Flügelstürmer        | Swansea RFC       |
| Lawrence Dallaglio | Flügelstürmer        | London Wasps      |
| Richard Hill       | Flügelstürmer        | Saracens          |
| David Wallace      | Flügelstürmer        | Munster Rugby     |
| Martyn Williams    | Flügelstürmer        | Cardiff FC        |
| Martin Corry       | Nummer Acht          | Leicester Tigers  |
| Scott Quinnell     | Nummer Acht          | Llanelli Scarlets |
| Simon Taylor       | Nummer Acht          | Edinburgh Rugby   |